# Grote Prijs van Fourmies 2024
Op 8 september 2024 vond de Franse wielerwedstrijd de Grote Prijs van Fourmies plaats. De wedstrijd kende zowel een mannen- als een vrouweneditie.

## Mannen
Bij de mannen was het de 91e editie van deze wielerwedstrijd. De titelverdediger hiervan was Tim Wellens, zijn opvolger werd de Nederlander Arvid de Kleijn. De Kleijn was de zesde Nederlander in de geschiedenis die won in Fourmies.
De wedstrijd was onderdeel van de UCI ProSeries en de Coupe de France.

### Uitslag
| Plaats  | Naam                | Ploeg                           | tijd     |
| ------- | ------------------- | ------------------------------- | -------- |
| Winnaar | Arvid de Kleijn     | Tudor Pro Cycling Team          | 4u29'07" |
| 2       | Gerben Thijssen     | Intermarché-Wanty               | z.t.     |
| 3       | Søren Wærenskjold   | Uno-X Mobility                  | z.t.     |
| 4       | Milan Fretin        | Cofidis                         | z.t.     |
| 5       | Hugo Page           | Intermarché-Wanty               | z.t.     |
| 6       | Jensen Plowright    | Alpecin-Deceuninck              | z.t.     |
| 7       | Emilien Jeannière   | TotalEnergies                   | z.t.     |
| 8       | Jon Aberasturi      | Euskaltel-Euskadi               | z.t.     |
| 9       | Gianluca Pollefliet | Decathlon AG2R La Mondiale Team | z.t.     |
| 10      | Laurence Pithie     | Groupama-FDJ                    | z.t.     |

## Vrouwen
De vorige editie bij de vrouwen werd gewonnen door de Poolse Marta Lach, die destijds met één seconde tijdsverschil won voor de Nederlandse Sofie van Rooijen. Opvolgster van Lach werd de Italiaanse Silvia Zanardi die na 130 kilometer koers de sterkste bleek uit een massasprint.

### Uitslag
| Plaats  | Naam                    | Ploeg                           | tijd     |
| ------- | ----------------------- | ------------------------------- | -------- |
| Winnaar | Silvia Zanardi          | Human Powered Health            | 3u13'49" |
| 2       | Cat Ferguson            | Movistar Team                   | z.t.     |
| 3       | Martina Alzini          | Cofidis                         | z.t.     |
| 4       | Laura Tomasi            | Laboral Kutxa-Fundación Euskadi | z.t.     |
| 5       | Scarlett Souren         | VolkerWessels                   | z.t.     |
| 6       | Elisa De Vallier        | Top Girls Fassa Bortolo         | z.t.     |
| 7       | Marjolein van 't Geloof | Hess Cycling Team               | z.t.     |
| 8       | Nienke Veenhoven        | Team Visma-Lease a Bike         | z.t.     |
| 9       | Mylène de Zoete         | CERATIZIT-WNT Pro Cycling Team  | z.t.     |
| 10      | Catalina Soto           | Laboral Kutxa-Fundación Euskadi | z.t.     |

Ronde van Valencia ·
Figueira Champions Classic ·
Ronde van Oman ·
Clásica de Almería ·
Ronde van de Algarve ·
Ruta del Sol ·
Ardèche Classic ·
Drôme Classic ·
Kuurne-Brussel-Kuurne ·
Trofeo Laigueglia ·
Nokere Koerse ·
Milaan-Turijn ·
GP Denain ·
Bredene Koksijde Classic ·
Grote Prijs Miguel Indurain ·
Scheldeprijs ·
Brabantse Pijl ·
Ronde van de Alpen ·
Ronde van Turkije ·
Grote Prijs van Plumelec ·
Tro Bro Léon ·
Ronde van Hongarije ·
Vierdaagse van Duinkerke ·
Boucles de la Mayenne ·
Ronde van Noorwegen ·
Circuit Franco-Belge ·
Brussels Cycling Classic ·
Dwars door het Hageland ·
Ronde van België ·
Ronde van Slovenië ·
Ronde van het Qinghaimeer ·
Ronde van Wallonië ·
Arctic Race of Norway ·
Ronde van Burgos ·
Ronde van Denemarken ·
Ronde van Duitsland ·
Maryland Cycling Classic ·
Ronde van Groot-Brittannië ·
Grote Prijs van Fourmies ·
GP Industria & Artigianato-Larciano ·
Coppa Sabatini ·
Grote Prijs van Wallonië ·
Ronde van Luxemburg ·
Super 8 Classic ·
Ronde van Langkawi ·
Ronde van het Münsterland ·
Ronde van Emilia ·
Parijs-Tours ·
Coppa Bernocchi ·
Ronde van de Drie Valleien ·
Ronde van Piemonte ·
Ronde van het Taihu-meer ·
Ronde van Veneto ·
Japan Cup ·
Veneto Classic